# 下川久美子 (声優)
下川 久美子（しもかわ くみこ）は日本の女性声優。ディズニー作品の吹き替えに関与している。

## 出演作品

### 長編
- くまのプーさん 完全保存版（ピグレット）※旧録版
- 三人の騎士（メキシコの女性）※旧録版
- ダンボ　※ソフト版
- ピーター・パン（ジョン・ダーリング）※旧録版
- ファン・アンド・ファンシー・フリー（魔法のハープ、ルアナ・パットン）※旧録版
- ふしぎの国のアリス（バラ）※ソフト版

### 中・短編
- 牡牛のフェルディナンド（フェルディナンド（子供））※旧録版
- 三匹の親なし子ねこ（少女）※旧録版
- ドナルドダック・シリーズ
- ドナルドの腕白教育（ルーイ）※旧録版
- ドナルドの少年団長（ルーイ）※旧録版
- ドナルドのゴルフデー（ルーイ）※旧録版
- ドナルドのアイス・ホッケー（ルーイ）※旧録版
- ドナルドの海洋団（ルーイ）※旧録版
- ドナルドのダンス大好き（ルーイ）※旧録版
- ドナルドの摩天楼（バリントン）※旧録版
- ドナルドの消防隊長（ルーイ）※旧録版
- ドナルドのずる休み（ルーイ）※旧録版
- ドナルドの雪合戦（ルーイ）※旧録版
- ドナルドのベルボーイ（ピート・ジュニア*）※旧録版
- ドナルドの空の監視員（ルーイ）※旧録版
- ドナルドとゴリラ（ルーイ）※旧録版
- ドナルドのゴルフ日記（ルーイ）※旧録版
- ドナルドの罪の償い（ルーイ）※旧録版
- ドナルドの射的屋（ルーイ）※旧録版
- ドナルドのスープ騒動（ルーイ）※旧録版
- ドナルドの誕生日（ルーイ）※旧録版
- ドナルドのライオン騒動（ルーイ）※旧録版[1]
- ドナルドの大当たり（ルーイ）※旧録版
- ドナルドの魔法使い（ルーイ）※旧録版
- ドナルドの魔法の泉（ルーイ）※旧録版
- ドナルドのボクシング・チャンプ（ルーイ）※旧録版
- ドナルドの危機一髪（ルーイ）※旧録版
- ドナルドの日記帳（ルーイ）※旧録版
- プーさんと大あらし（ピグレット）※旧録版
- プーさんとティガー（ピグレット）※旧録版
- フィガロ・シリーズ
- 子ねこのフィガロ（ミニーマウス）※旧録版
- フィガロとフランキー（ミニーマウス）※旧録版
- プルート・シリーズ
- プルートの仲直り（ミニーマウス）※旧録版
- プルートのありがた迷惑（ミニーマウス）※旧録版
- 坊やはカウボーイ（坊や）※旧録版
- ミッキーマウス・シリーズ
- 蒸気船ウィリー（ミニーマウス）※旧録版
- プレーン・クレイジー（ミニーマウス）※旧録版
- ミッキーのアイス・スケート（ミニーマウス）※旧録版1
- ミッキーのライバル大騒動（ミニーマウス）※旧録版1
- ミッキーのハワイ旅行（ミニーマウス）※旧録版
- ミッキーの造船技師（ミニーマウス）※旧録版
- ミッキーの巨人退治（ミニーマウス）※旧録版1
- ミッキーの青春手帳（ミニーマウス）※旧録版
- ミッキーの誕生日（ミニーマウス）※旧録版
- プルートのクリスマス・ツリー（ミニーマウス）※旧録版1

### 実写
- 三匹荒野を行く（ピーター・ハンター）※ソフト版
- 南部の唄（ジニー【ルアナ・パットン】）※旧録版